# Mindanao-Spitzmausratte

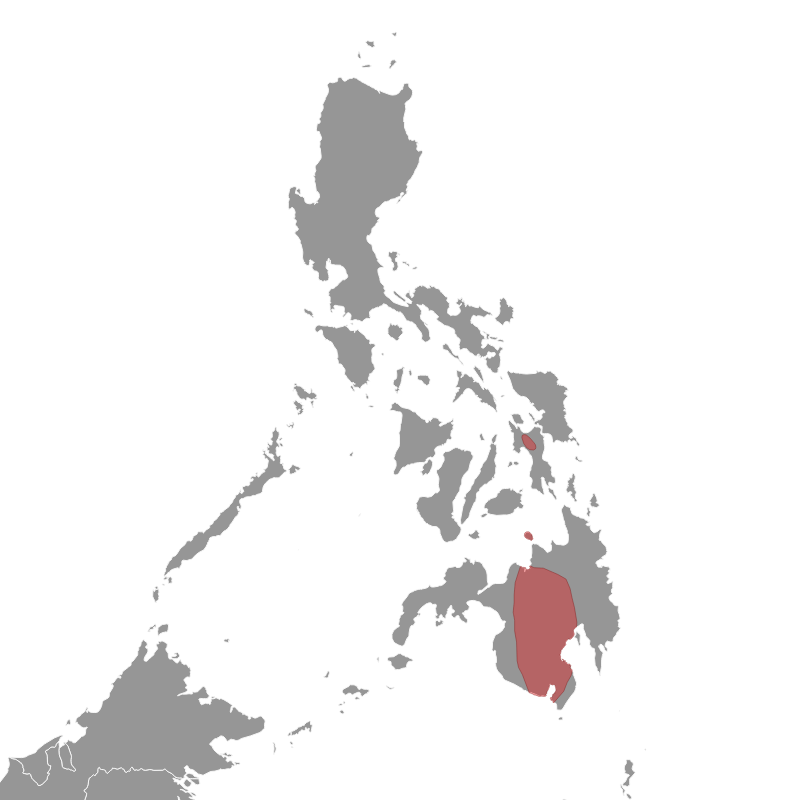
Verbreitungsgebiet der Mindanao-Spitzmausratte

Die Mindanao-Spitzmausratte (Crunomys melanius) ist ein auf den Philippinen endemisches Nagetier in der Gattung der Spitzmausratten. Das Typusexemplar stammt aus dem Umfeld des Vulkans Apo.

## Merkmale
Wie der Name andeutet, ist die Art mit einer Kopf-Rumpf-Länge von 98 bis 133 mm, einer Schwanzlänge von 68 bis 95 mm und einem Gewicht von 58 bis 71 g ein kleines spitzmausähnliches Tier. Es sind 25 bis 29 mm lange Hinterfüße und 13 bis 16 mm lange Ohren vorhanden. In das dunkel kastanienbraune Fell der Oberseite sind einige schmale Borsten eingemischt. Der Übergang zur schwarzgrauen Unterseite ist undeutlich abgegrenzt. Gleichfalls geht am Schwanz die schwarzbraune Farbe der Oberseite allmählich in eine etwas hellere Unterseite über. Die 16 Zitzen der Weibchen sind paarig angeordnet.

## Verbreitung und Lebensweise
Die Mindanao-Spitzmausratte lebt auf Mindanao, auf Leyte sowie auf wenigen kleinen Inseln der Region. Sie hält sich im Flachland und in Gebirgen bis 1550 Meter Höhe auf. Dieses Nagetier bewohnt ursprüngliche und veränderte Wälder und besucht selten angrenzendes Ackerland.
Es wird eine tagaktive und an den Boden gebundene Verhaltensweise vermutet. Im Verdauungstrakt wurden Reste von Pflanzen und Gliedertieren gefunden. Zur Fortpflanzung gibt es keine Angaben.

## Gefährdung
Waldrodungen wirken sich negativ auf den Bestand aus. Es ist nicht bekannt in welchem Maße sich diese Bedrohung auf die Population auswirkt. Im Jahr 2019 wurde die Art als gewöhnlich vorkommend eingestuft. Die IUCN listet die Mindanao-Spitzmausratte als nicht gefährdet (least concern).